# Berberis grevilleana
Berberis grevilleana är en berberisväxtart som beskrevs av John Gillies. Berberis grevilleana ingår i släktet berberisar, och familjen berberisväxter. Inga underarter finns listade i Catalogue of Life.

## Bildgalleri

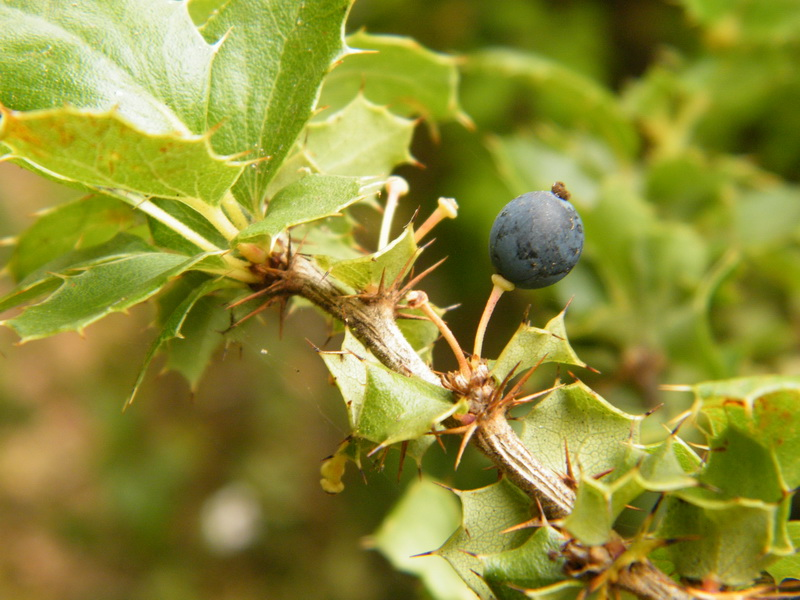